# Belgrade, Minnesota
Belgrade är en ort i Stearns County i Minnesota. Vid 2020 års folkräkning hade Belgrade 738 invånare.